# Rubén Jurado
Rubén Jurado Fernández (n. 25 aprilie 1986, Sevilla), cunoscut ca Rubén Jurado, este un fotbalist spaniol, care evoluează pe postul de atacant la clubul din țara sa natală, Atlético Baleares.

## Palmares
- ASA Târgu Mureș
  - Supercupa României: 2015